# Ніколаєвка (Асекеєвський район)
Нікола́євка (рос. Николаевка) — село у складі Асекеєвського району Оренбурзької області, Росія.

## Населення
Населення — 65 осіб (2010; 93 у 2002).
Національний склад (станом на 2002 рік):
- росіяни — 64 %